# پنهان‌خواران
پنهان‌خواران (نام علمی: Yponomeutoidea) نام یک بالاخانواده از زیرراسته ناهم‌رگه‌ها است.